# Asim Ferhatović
Asim Ferhatović (24. ledna 1933 Sarajevo – 25. ledna 1987 tamtéž), známý jako Hase, byl jugoslávský fotbalový útočník bosňáckého původu a jugoslávský reprezentant (srbskou cyrilicí Асим Ферхатовић Хасе). Je považován za jednoho z nejlepších fotbalistů z Bosny a Hercegoviny, ve svém rodišti se stal legendou a je po něm pojmenován mj. stadion FK Sarajevo – Stadion Asima Ferhatoviće Hase (Olympijský stadion Koševo nebo Městský stadion Koševo, hlavní stadion ZOH 1984 v Sarajevu). Zemřel na infarkt.
Sarajevská hudební skupina Zabranjeno pušenje o něm složila píseň „Nedelja kad je otiš'o Hase“ (neděle, kdy odešel Hase).

## Hráčská kariéra
Fotbal začal hrát organizovaně v menším klubu FK Vratnik, odkud ve věku 15 let přestoupil do FK Sarajevo. Během tří let strávených v dorostu FKS zaznamenal 52 branky v 70 zápasech a v roce 1951 se s ním stal mistrem Bosny a Hercegoviny. V listopadu téhož roku nastoupil poprvé za A-mužstvo FKS v Poháru maršála Tita proti Čeliku Zenica (výhra 3:0, trenér Miroslav Brozović). V jugoslávské lize debutoval v květnu 1952 v bělehradském zápase s Crvenou Zvezdou (Stadion JNA). Prvoligovou premiéru před domácím publikem si odbyl 31. května 1953 proti NK Záhřeb (výhra 2:1). V sezonách 1953/54 a 1954/55 v nejvyšší soutěži nehrál, jelikož vykonával základní vojenskou službu v Jugoslávské lidové armádě. Po svém návratu se okamžitě zařadil k vůdčím osobnostem A-mužstva FK Sarajevo a patřil mezi jeho nejlepší střelce, přesto s ním na konci sezony 1956/57 sestoupil z I. ligy. Sezona 1957/58, v níž se podařil okamžitý návrat do nejvyšší soutěže a zrodilo se obávané útočné duo Šehović–Ferhatović, byla pro klub zatím poslední, v níž se neúčastnil nejvyšší soutěže ve své zemi – s výjimkou válečných let 1992–1995. Roku 1961 odehrál Asim Ferhatović své jediné reprezentační utkání. Od dubna 1963 působil v tureckém klubu Fenerbahçe SK, v jehož dresu nastoupil ke čtyřem prvoligovým utkáním, v nichž vstřelil jednu branku. Za Fenerbahçe kromě toho odehrál ještě tři pohárová utkání a na začátku července téhož roku svoje angažmá v Istanbulu ukončil a vrátil se do Sarajeva. V ročníku 1963/64 se stal s devatenácti góly nejlepším střelcem jugoslávské ligy. V sezoně 1964/65 přispěl osmi brankami ke druhé příčce FKS za mistrovským Partizanem Bělehrad. V ročníku 1966/67 se podílel na prvním mistrovském titulu v historii FK Sarajevo. Po těžkém zranění kolene, které utrpěl v Rijece 16. října 1966, byl nucen hráčské kariéry zanechat. V jugoslávské lize nastoupil ve 204 zápasech a zaznamenal 75 branek.

### Reprezentace
Jednou reprezentoval Jugoslávii, aniž by skóroval. Toto utkání se hrálo 8. října 1961 v Bělehradu (Stadion JNA) v rámci kvalifikace na Mistrovství světa ve fotbale 1962 a Jugoslávie v něm porazila Jižní Koreu poměrem 5:1 (poločas 1:0). Po třech startech si připsal za juniorskou reprezentaci (1955–1956) i B-mužstvo Jugoslávie (1956–1958).

### Prvoligová bilance
| Ročník              | Zápasy | Góly | Minuty | Klub          |
| ------------------- | ------ | ---- | ------ | ------------- |
| I. liga 1952        | 1      | 0    | –      | FK Sarajevo   |
| I. liga 1952/53     | 4      | 1    | –      | FK Sarajevo   |
| I. liga 1955/56     | 26     | 11   | –      | FK Sarajevo   |
| I. liga 1956/57     | 25     | 7    | –      | FK Sarajevo   |
| I. liga 1958/59     | 20     | 7    | –      | FK Sarajevo   |
| I. liga 1959/60     | 18     | 5    | –      | FK Sarajevo   |
| I. liga 1960/61     | 14     | 5    | –      | FK Sarajevo   |
| I. liga 1961/62     | 15     | 4    | –      | FK Sarajevo   |
| I. liga 1962/63     | 23     | 7    | –      | FK Sarajevo   |
| I. liga 1962/63     | 4      | 1    | –      | Fenerbahçe SK |
| I. liga 1963/64     | 24     | 19   | –      | FK Sarajevo   |
| I. liga 1964/65     | 20     | 8    | –      | FK Sarajevo   |
| I. liga 1965/66     | 15     | 1    | –      | FK Sarajevo   |
| I. liga 1966/67     | 8      | 0    | –      | FK Sarajevo   |
| CELKEM I. JUG. LIGA | 204    | 75   | –      |               |
| CELKEM I. TUR. LIGA | 4      | 1    | –      |               |